# Beamys
Beamys là một chi động vật có vú trong họ Nesomyidae, bộ Gặm nhấm. Chi này được Thomas miêu tả năm 1909. Loài điển hình của chi này là Beamys hindei Thomas, 1909.

## Các loài
Chi này gồm các loài: